# Benjamin Helstad
Benjamin Helstad (* 26. Juni 1987 in Oslo) ist ein norwegischer Schauspieler und Musiker.

## Leben
Helstad wurde am 26. Juni 1987 in Oslo geboren. Er debütierte 1996 als Kinderdarsteller in der Rolle des Karta im Fantasyfilm Auf der Jagd nach dem Nierenstein. Sein Schauspielstudium absolvierte er an der Osloer Kunstakademie.
Eine weitere Hauptrolle übernahm er 2010 als Erling / C-19 im Film King of Devil’s Island. 2015 verkörperte er die Rolle des Jens-Anton Poulsson im Film Saboteure im Eis – Operation Schweres Wasser. Im Folgejahr spielte er die Rolle des König Håkon III. im Historienfilm The Last King – Der Erbe des Königs. 2017 stellte er in der Fernsehserie Der Grenzgänger mit der Figur des Lars Andreassen eine der Hauptrollen dar. Eine Episodenrolle erhielt er 2020 in der Fernsehserie Blutiger Trip. Zwischen 2021 und 2023 stellte er in insgesamt zehn Episoden der Fernsehserie Ragnarök die Rolle des Harry dar.
Seit 2012 ist er Sänger der Rockband Yoga Fire.

## Filmografie (Auswahl)
- 1996: Auf der Jagd nach dem Nierenstein (Jakten på nyresteinen)
- 1999: Ædda bædda (Kurzfilm)
- 2009: Engelen
- 2010: King of Devil’s Island (Kongen av Bastøy)
- 2013: Å begrave en hund
- 2013: Neste kamp – En hundreårskrønike
- 2014: Permafrost
- 2014: My Light in Darkness (Kurzfilm)
- 2014: Beatles
- 2014: Vi som ser i mørket (Kurzfilm)
- 2014: The Third Eye (Det tredje øyet, Fernsehserie, Episode 1x04)
- 2015: Saboteure im Eis – Operation Schweres Wasser (Kampen om tungtvannet, Miniserie 6 Episoden)
- 2016: The Last King – Der Erbe des Königs (Birkebeinerne)
- 2016: Det som en gang var
- 2016: The Cave – Bis zum letzten Atemzug (Cave)
- 2016: Rosemari
- 2017: Hoggeren
- 2017: Going West
- 2017: Der Grenzgänger (Grenseland, Fernsehserie, 8 Episoden)
- 2017: Moth: Møll (Kurzfilm)
- 2017–2018: Jung & vielversprechend (Unge lovende, Fernsehserie, 8 Episoden)
- 2017–2019: ZombieLars (Fernsehserie, 4 Episoden)
- 2018: En natt (Fernsehserie, 7 Episoden)
- 2018: Eine Affäre – Verbotene Liebe (En affære)
- 2018: Kieler Street (Fernsehserie, 8 Episoden)
- 2019: Ute av kontekst (Kurzfilm)
- 2020: Blutiger Trip (Blodtur, Fernsehserie, Episode 1x02)
- 2020–2021: Fjols til fjells (Fernsehserie, 8 Episoden)
- 2021: Exit (Fernsehserie, Episode 2x08)
- 2021: Prosjekt Z
- 2021: De fredløse
- 2021–2023: Ragnarök (Ragnarok, Fernsehserie, 10 Episoden)
- 2022: Rod Knock (Fernsehserie, 4 Episoden)
- 2022: Possession
- 2023: Innebandykrigerne (Fernsehserie)